# Filippo Buondelmonti degli Scolari

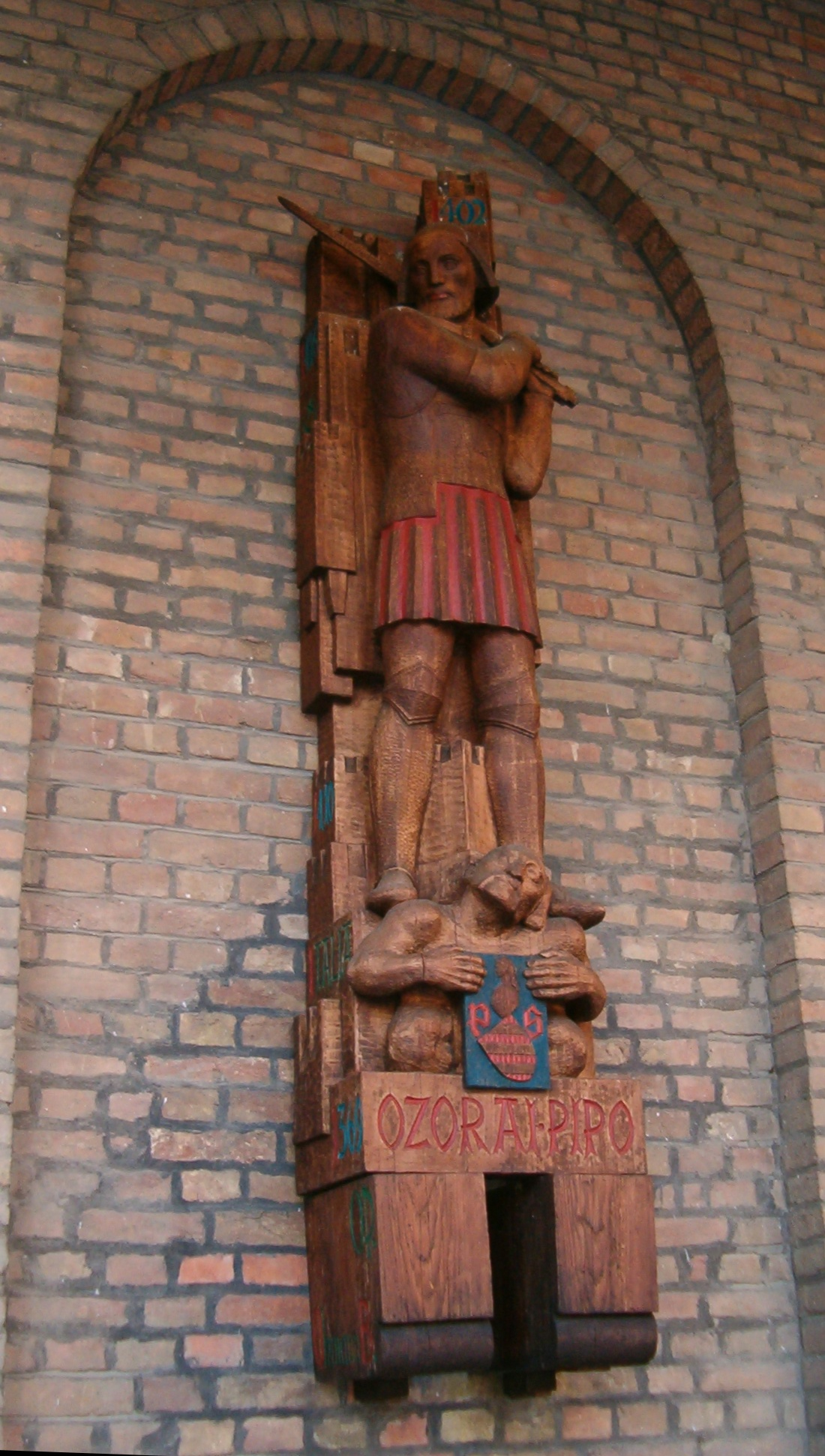
Pippo Spano nel pantheon di Seghedino.

Filippo Buondelmonti degli Scolari, meglio noto come Pippo Spano (Tizzano, 1369 – Lipova, 27 dicembre 1426), è stato un condottiero e mercante italiano. Pippo era il diminutivo di Filippo, mentre il nomignolo "Spano" derivava dal titolo di "ispán" (conte) ottenuto in Ungheria.

## Biografia
Nato a Tizzano, vicino a Firenze, da una famiglia di nobile lignaggio, si recò in Ungheria all'età di tredici anni al seguito di un mercante fiorentino, dove lavorò presso l'arcivescovo Demetrio di Strigonio (Esztergom) fino al 1387, quando passò al servizio del re Sigismondo di Lussemburgo. Dopo aver partecipato fra le file crociate alla sconfitta nella battaglia di Nicopoli (1396), fra il 1397 e il 1399, grazie al matrimonio con una nobildonna ungherese (Barbara di Ozora) e l'acquisizione di una serie di privilegi, lo Scolari entrò sempre più a far parte della stretta cerchia nobile locale, posizione che gli permise di ricoprire incarichi amministrativi anche di un certo rilievo.
Nel 1404 venne nominato spano di Temesvár, il suo soprannome è dovuto infatti alla traduzione con "spano" del titolo amministrativo ungherese di "Ispán". Intorno al 1405 si può di certo affermare che fosse fra gli uomini più potenti del regno. Tra le sue numerose missioni conquistò la Bosnia (di cui venne nominato governatore) e la Serbia e sconfisse i turchi in varie battaglie (1411-1412); vinse anche contro Venezia, che dovette cedergli Aquileia e Udine.
Fu inviato anche in Italia e una sua missione importante fu quella di far partecipare al concilio di Costanza l'antipapa Giovanni XXIII. Con le sue doti di politico riuscì a diventare governatore dell'Ungheria e morì, cinquantasettenne, in circostanze non chiare (secondo alcuni fu torturato e ucciso per aver fallito una missione, sebbene altre fonti riportino che a ucciderlo fu un attacco di gotta).
Sul piano militare, fu famoso presso i suoi contemporanei per la brutalità e la spietatezza delle sue condotte di guerra, inusuali per il teatro bellico italiano dell'epoca (era noto per tagliare la mano destra dei prigionieri da lui rilasciati, per impedire che potessero riprendere le armi in futuro).
I suoi resti furono sepolti a Székesfehérvár (Alba Reale), accanto alle tombe dei re ungheresi. Al suo funerale partecipò lo stesso imperatore Sigismondo.
Nel 1517 Lorenzo Buondelmonti fece dipingere, da Jacopo di Michele detto Jacone, sulla facciata di un palazzo di fronte a Santa Trinita a Firenze, le imprese di Pippo Spano, oggi andate perdute. Di Pippo Spano esiste anche un ritratto di Andrea del Castagno, nella serie dei fiorentini illustri.
Fu anche un amante dell'arte e molto probabilmente fu lui a chiamare in Ungheria Masolino da Panicale, che stava lavorando insieme a Masaccio agli affreschi della Cappella Brancacci, per far dipingere la sua cappella a Székesfehérvár, terminata poi da Filippino Lippi. Fornì inoltre i fondi per la costruzione, a Firenze, della Rotonda di Santa Maria degli Angeli, realizzata dopo la sua morte dal Brunelleschi. Finanziò inoltre numerose opere di pubblica utilità nei borghi da lui amministrati (come il castello di Ozora e l'ospedale di S. Elisabetta a Lipova). Compare anche nella Novella del Grasso legnaiuolo, e al suo seguito il protagonista, eccellente ebanista, si rifugia in Ungheria dove diviene ricco.